# Powiat de Leżajsk
Le powiat de Leżajsk (en polonais : powiat leżajski) est un powiat appartenant à la voïvodie des Basses-Carpates dans le sud-est de la Pologne.

## Division administrative
Le powiat compte 5 communes :
- 1 commune urbaine : Leżajsk ;

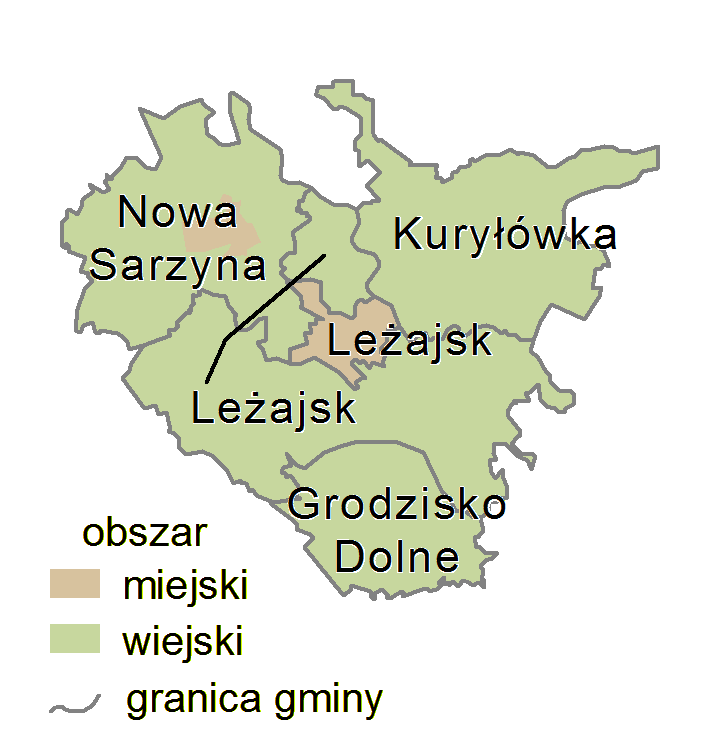
Carte du powiat (partie urbaine en marron et rurale en vert)

- 3 communes rurales : Grodzisko Dolne, Kuryłówka et Leżajsk ;
- 1 commune mixte : Nowa Sarzyna.